# Gym Direct
Gym Direct est une émission de fitness diffusée du 2 avril 2005 au 28 février 2025, initialement présentée par Sandrine Arcizet, diffusée sur la chaîne C8, précédemment dénommée Direct 8 puis D8.

## Concept
Pendant 25 min, un coach sportif propose un cours de fitness sur un thème en rapport avec sa spécialité (renforcement musculaire, danse, ...), en général en compagnie de un à quatre téléspectateurs volontaires.

## Historique
L'émission Gym Direct est créée sur la chaîne Direct 8 qui, à ses débuts, diffusait toutes ses émissions en direct. L’émission est présentée par Sandrine Arcizet, depuis le parvis de la tour Bolloré ou depuis un studio. Le 3 août 2009, l'animatrice Audrey Sarrat rejoint l'émission en tant que remplaçante, puis pour prodiguer des cours de danse, ce jusqu'en juillet 2010,.
Lors du rachat de la chaîne par le groupe Canal+, l'émission est d’abord supprimée de la grille avant que celle-ci ne la remette à l'antenne à la suite des demandes des téléspectateurs. Pour son retour, Gym Direct accueille de nouveaux coachs réguliers spécialisés dans un domaine[réf. souhaitée].

## Diffusion
L'émission est l'une des plus anciennes de Direct 8, puis des chaînes qui lui succèdent, D8 et C8.  
À ses débuts sur Direct 8, elle est diffusée en direct depuis le parvis de la tour Bolloré ou depuis un studio voisin, le samedi et le dimanche de 9 h à 10 h.  
Elle est ensuite diffusée en différé, du lundi au vendredi, tôt le matin, en général de 6 h à 6 h 30, mais avec décalage possible au sein de la plage 6 h - 7 h.

## Identité visuelle

Logo de Gym Direct du 2 avril 2005 au 3 septembre 2006.
Logo de Gym Direct de 2010 au 7 octobre 2012.
Logo de Gym Direct du 7 janvier 2013 au 28 février 2025.

## Audiences
En mars 2013, Gym Direct rassemblait en moyenne 10 000 téléspectateurs, soit 0.5% du public. L'émission est en outre très consommée sur le replay de la chaîne.

## Produits dérivés
Le 1er juin 2010, un DVD de l'émission est éditée par Direct 8.